# Cephaloidophora ucae
Cephaloidophora ucae is een soort in de taxonomische indeling van de Myzozoa, een stam van microscopische parasitaire dieren. Het organisme komt uit het geslacht Cephaloidophora en behoort tot de familie Cephaloidophoridae. Cephaloidophora ucae werd in 1933 ontdekt door Pearse.